# Partido Comunista Húngaro
O Partido Comunista Húngaro (em húngaro: Magyar Kommunista Párt, MKP) foi um partido político comunista fundado em outubro de 1944 na Hungria por János Kádár com o objetivo de agrupar novamente os comunistas húngaros que tinham ficado desorganizados após a desaparição do Partido Comunista da Hungria (KMP) e propiciar uma nova tomada de poder pelo proletariado. O MKP desapareceu em 1948 ao fundir-se com o Partido Social-Democrata da Hungria, dando origem ao Partido dos Trabalhadores Húngaros (MDP)
Não deve ser confundido com o Partido Comunista da Hungria (em húngaro: Kommunisták Magyarországi Pártja, KMP), fundado em 1918 no exílio russo e que governou o país durante a época da República Soviética da Hungria.

## Fundação

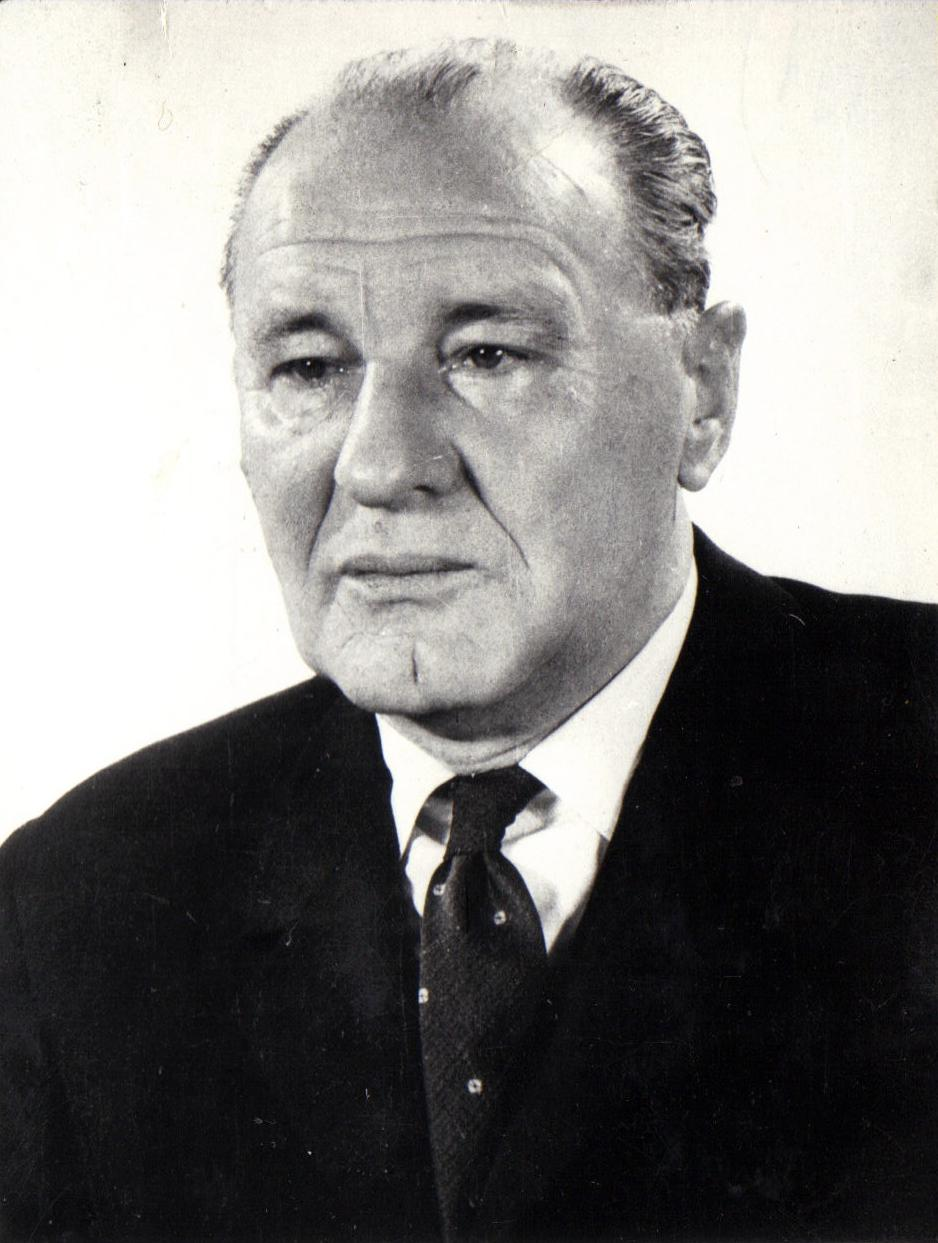
János Kádár.

Quando o Partido Comunista da Hungria desapareceu em 1943, János Kádár e outros poucos comunistas continuaram com a sua militância clandestina. Como elemento de distração criaram o Partido da Paz, mas em outubro de 1944, quando o regime de regência de Miklós Horthy começava a colapsar, recuperaram a etiqueta de comunistas, dando origem ao Partido Comunista Húngaro cujo objetivo era combater o governo títere que o nazismo tinha estabelecido na Hungria, nomeadamente depois de 15 de outubro de 1944, quando Horthy foi substituído pelo filo-alemão Ferenc Szálasi. 

## Participação na Regência Húngara
Quando a Hungria foi libertada do Terceiro Reich, o Reino passou a ser dirigido por um alto conselho de regência composto por representantes das diversas tendências políticas, com o objetivo de evitarem a desaparição do Estado. Ernő Gerő foi em representação dos comunistas do MKP. Esse alto conselho decidiu convocar eleições livres para o inverno de 1945, motivo pelo qual o MKP e os seus aliados soviéticos investiram grandes esforços em propaganda política. 
As eleições de 1945 não resultaram positivas para os comunistas, que atingiram apenas 17% dos votos. Por enquanto, o Partido Independente Cívico de Pequenos Proprietários e Trabalhadores Agrários (FKGP), de ideologia agrarista e conservadora, obteve 57% dos apoios, convertendo o seu líder Zoltán Tildy no Primeiro Ministro do que será a Segunda República da Hungria. Contudo, Tildy organizou um novo governo de concentração nacional, de modo que os comunistas participaram também, nesta ocasião através do seu secretário-geral, Mátyás Rákosi, que em dezembro passou a fazer parte do Conselho de Regência. 

## Atáctica do salame

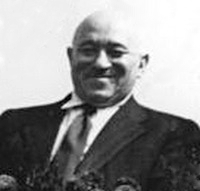
Mátyás Rákosi.

Desde o interior do governo e com o apoio das tropas soviéticas na Hungria, o MKP foi atingindo maiores espaços de poder. László Rajk foi nomeado em 1947 Ministro do Interior e desde esse cargo organizou a polícia política húngara, a Államvédelmi Hatóság (ÁVH), que serviu para eliminar a oposição política aos comunistas progressivamente. Esta táctica, baptizada por Rákosi como a táctica do salame, permitiu ao MKP não só crescer no interior do governo, como também disputar o apoio social ao Partido Social-Democrata da Hungria (SzDP). 

## Fusão com o Partido Social-Democrata
Em 1948, a única oposição ao MKP era o SzDP. Neste caso, o conflito solucionou-se fusionando os dois partidos, o que dá origem ao Partido dos Trabalhadores Húngaros (MDP) sem que, porém, deixem de produzir-se novas detenções de líderes social-democratas como Béla Kovács, que foi deportado à Sibéria.
Com o controlo absoluto do país nas mãos do novo MDP, o país é renomeado como República Popular da Hungria, promulgando-se uma nova constituição em 18 de agosto de 1949 muito similar à constituição da URSS de 1936. Nela, o socialismo será estabelecido como objetivo principal da nação.

## Resultados eleitorais

### Eleições legislativas
| Data | Votos     | %          | Deputados | +/- | Status  |
| ---- | --------- | ---------- | --------- | --- | ------- |
| 1945 | 801 986   | 17,0 (3.º) | 409 / 409 |     | Governo |
| 1947 | 1 111 001 | 22,3 (1.º) | 411 / 411 | 30  | Governo |

## Membros relevantes
- János Kádár
- Mátyás Rákosi
- Ernő Gerő
- László Rajk